# Дерадурян, Эйнджел
Эйнджел Дерадурян (англ. Angel Deradoorian), также известна как Deradoorian (род. 18 июля 1986) — американский музыкант из Лос-Анджелеса, Калифорния. Наиболее известна своим участием в группе Dirty Projectors, которую покинула в 2012 году, чтобы начать сольную карьеру. В 2015 году выпустила свой дебютный сольный альбом The Expanding Flower Planet. Также отметилась в качестве приглашённого музыканта на сольном альбоме Брэндона Флауэрса The Desired Effect и позже сотрудничала с различными исполнителями. Имеет армянское происхождение.

## Жизнь и карьера
Родилась в Оринджвейле, Калифорния. Дерадурян впервые проявила интерес к музыке в возрасте пяти лет обучаясь на скрипке и фортепиано в частной школе. Её родители — художники. Также имеет старшую сестру Арлин, которая тоже является музыкантом и выступает с сольным материалом. В возрасте шестнадцати лет Эйнджел решила оставить школу, чтобы продолжить музыкальную карьеру. В 2007 году она переехала в Бруклин, где присоединилась к группе Dirty Projectors. Она сыграла важную роль в записи альбома Bitte Orca. В 2012 году вместе с Эви Тейром перебралась в Лос-Анджелес.
В 2009 году на лейбле Lovepump United Records вышел дебютный мини-альбом Mind Raft, изданный под собственной фамилией певицы. В том же 2009 году она вместе с клавишником Vampire Weekend Ростамом Батманглиджем и вокалистом Ra Ra Riot Уэсом Майлзем записала песню, которая вошла в альбом LP, изданный под вывеской Discovery. Песня получила название «I Wanna Be Your Boyfriend». В 2011 году группа Animal Collective выбрала исполнительницу для выступления на разогреве во время своего выступления на фестивале All Tomorrow's Parties. В том же году состоялся релиз её семидюймового сплит-сингла «Marichka», би-сайдом которого стала композиция певицы Альберт Макклоуд — «Planetarium 2010». Является участницей проекта Эви Тейра Slasher Flicks, который также включает в себя барабанщика группы Ponytail Джереми Хьюмана. В 2014 году под этим названием был выпущен альбом Enter the Slasher House.
В 2015 году на лейбле Anticon Дерадурян выпустила свой первый сольный альбом The Expanding Flower Planet.
В октябре 2017 года выпустила мини-альбом Eternal Recurrence.

## Дискография

### Альбом
- The Expanding Flower Planet[англ.] (2015)

### Мини-альбом
- Mind Raft[англ.] (2009)

### Синглы
- «Marichka» b/w «Planetarium 2010» (2011) (сплит-сингл с Альберт Макклоуд)

### Прочие появления
С 2007 года Дерадурян принимала участие в записи следующих исполнителей:
- Discovery[англ.] — «I Wanna Be Your Boyfriend» из LP[англ.] (2009)
- The Roots — «A Peace of Light» из How I Got Over[англ.] (2010)
- Flying Lotus — «Siren Song» из You're Dead![англ.] (2014)
- Брэндон Флауэрс — «Dreams Come True», «Can’t Deny My Love», «Still Want You», «Between Me And You» и «Diggin' Up The Heart» из The Desired Effect[англ.] (2015)